# Kościół św. Jadwigi Śląskiej w Nowej Schodni
Kościół św. Jadwigi Śląskiej – rzymskokatolicki kościół filialny położony w Nowej Schodni. Kościół należy do parafii Matki Bożej Różańcowej w Schodni w dekanacie Ozimek, diecezji opolskiej.

## Historia kościoła
Świątynia w Nowej Schodni została wybudowana w 1989 roku. Konsekracja miała miejsce 9 września 1989 roku, a dokonał jej biskup Alfons Nossol.